# Джейна Праудмур
Джейна Праудмур (англ. Jaina Proudmoore) — героїня вигаданого всесвіту Warcraft, одна з величних чарівниць цього всесвіту. Колись, колишня подруга принца Артаса, Джейна своїми очима бачила падіння Лордерона. Взявши безпосередню участь у Третій війні і обороні Світового Дерева, вона присягнулася знищувати зловісних посіпак Палаючого Легіону. Керуючи портовою фортецею Терамор, де живуть вихідці з Лордеронского Альянсу, вона до цих пір сподівається об'єднати роздроблені королівства людей, як це було раніше.

## Біографія

### Ранні події
Дочка лорда-адмірала Деліна Праудмура, Джейна, більшу частину життя провела в обстановці стриманого достатку, характерного для прибережного королівства її батька - Кул-Тірасу. В юності вона була близькою подругою принца Артаса і принца вищих ельфів Кель'таса, у яких часто були суперечки за її прихильність. В підсумку, Артас був успішніший, та й його спіткала невдача. Чутки про те, що між Артасом і Джейною був роман, розповсюдились Лордероном, що змусило збентежених закоханих старанно приховувати подробиці своїх зустрічей.
Досить рано Джейна зв'язала себе з містичною магією, досліджуваної у Кірін-Торі. Під дбайливим наглядом чарівників Даларана (сам Антонідас став її наставником) вона опанувала мистецтво магії, але, що набагато важливіше, охопила свіжим проникливим поглядом весь хаотичний потік подій в суспільстві людей. Її очі звільнилися від пелени традиційної ненависті і страху її предків, і нескінченні дебати в управлінській Раді Альянсу стали перед очима Джейни тим, чим завжди були насправді - вакханалією паралізуючого страху, який врешті-решт призведе до загибелі всього людства.
Через свої обов'язки Артас і Джейна насилу зберігали близькі стосунки. Але їм це вдавалося. Артас навіть часто перебував в Даларані, зустрічаючи Джейну між або після занять. Джейна дуже дивувалася, як йому вдавалося терпіти "цю магію". Але часта близькість не тривала довго: перед одним зі свят, Зимової Покрови, Артас зізнався, що боїться зробити неправильний вчинок і хотів залишитися на час друзями, адже він повинен був навчитися правити майбутнім королівством, а Джейна зосередилася на навчанні магії.

### Третя війна
Через багато років Антонідас, намагаючись дізнатися більше про чуму, яка стрімко поширювалася північним Лордероном, зустрів Пророка, який захотів, щоб Антонідас негайно вів своїх людей через море, в землі Калімдору. Антонідас вважав його за звичайного божевільного, але Джейна, яка спостерігала за їх бесідою через укриття, відчула величезну міць в незнайомцеві і вирішила, що в його словах є сенс, і вони повинні почути його застережень. Однак її вчитель вирішив інакше і замість цього відправив її зустрітися з Артасом і разом більше дізнатися про незвичайну епідемію чуми, що охопила північну частину міста Брилл. Поки вони намагалися відшукати джерела цієї загадкової хвороби, по дорозі їм зустрілося багато дивних речей. Вони натрапили на некроманта, який наслав на них істоту, що складається з окремих частин мертвих тіл. Їм довелося боєм прориватися через загони невмерлих, поки вони нарешті не знайшли млин, зерно в ньому було заражено тієї самої чумою. На ящиках з зерном був зображений герб Андорала, торгової столиці північних земель Лордерону. Переслідуючи некроманта, який, надалі, виявився самим Кел'Тузадом, колишнім магом ордена Кірін-Тору, до самого Андорала, де вони натрапили на цілу армію невмерлих, проте їм вдалося пробитися до Кел'Тузада, після чого Артас вбив його. Джейна і Артас поспішили назад, в центральний Лордерон, в невелике місто Вогнеділ. Однак, коли вони прибули на місце, то виявили, що запізнилися. Зерно з Андорала вже прибуло і було розподілено між жителями міста. Тепер всі жителі повільно перетворювалися в Нежить.
Якомога швидше Джейна покинула місто і відправилася за допомогою до Утера. Коли вона привела лицарів Сріблястої десниці в місто, Вогнеділ був практично повністю знищений, а Артас утримував оборону з останніх сил. З підтримкою Утера і його армії їм вдалося відтіснити невмерлих. Артас, в розпачі, зажадав негайно відправитися в Стратгольм, де він планував знищити Мал'Ґаніса. Джейна і Утер пішли за ним, проте їм знову не вдалося прибути вчасно. Зерно вже роздали мешканцям. Всі троє розуміли, що це означає. Всі жителі міста дуже скоро звернуться в голодну нежить і нападуть на них. Артас ухвалив рішення — очистити місто від усіх жителів, до того як це відбудеться, але Утер не міг змусити себе вбити безпорадних жителів, чиїм єдиним злочином було те, що вони заражені, не дивлячись на те, що збереження їм життя означало, що незабаром вони самі стануть загрозою. Коли Утер відмовився підкоритися наказу Артаса і очистити місто, той звинуватив його в зраді. Він зажадав, щоб всі ті, хто зберіг вірність Короні, залишилися з ним і допомогли знищити місто. На подив Артаса, Джейна не підтримала його і покинула місто слідом за Утером. Джейна і Утер повернулися до палаючих руїн Стратгольма після того, як Артас зрівняв місто з землею. Побачене жахнуло їх. Саме там Джейна знову зустріла Медіва. Той відчув в ній лідера і зумів переконати її зібрати вірних їй людей і відправитися на Захід, залишивши позаду землі Лордерону і свій рідний Кул-Тірас. Вона зрозуміла, що Хранитель має рацію. Вона пішла його словами і почала приготування до відплиття на Калімдор. Джейна встигла якраз вчасно, якраз в той момент, коли завоювання Лордерона почалося, рятуючи тисячі невинних життів від вірної загибелі.

### Прибуття в Калімдор
Після прибуття в Калімдор, Джейна виявила, що там вже влаштувалися орки. Запідозривши, що, можливо, орки пішли за ними від самого Лордерона, Джейна вирішила дати їм відсіч, чого тільки і чекав Ґроммаш Пеклокрик. Після руйнівної битви з орками, Джейна вирішила якомога швидше знайти місце, де вона могла б стримувати їхні атаки. Пік Кам'яного кігтя був не тільки відмінним захистом, але звідкись зсередини Джейна відчувала величезну силу. Зазнавши поразки в обороні Піка, Джейна повела невелику експедицію всередину печер, сподіваючись відшукати силу, яка допоможе їй здолати орків. Однак вона зрозуміла, що за ними слідкують. Добравшись до самого серця скелі, Джейна зіткнулася з Траллом та Керном. Вони вже були готові кинутися один на одного, коли Оракул втрутився в конфлікт, який насправді виявився Хранителем Медів, з яким вони вже зустрічалися в Лордероні. Медів переконав їх у тому, що їхній єдиний шанс вистояти в цій війні, це об'єднатися перед лицем спільної небезпеки - Палаючого Легіону. Джейна погодилася об'єднатися з Траллом. Вона дала йому Камінь Душі, артефакт, який Тралл використовував, щоб захопити сутність Ґроммаша, коли завоювання Калімдору почалося. Потім вона допомогла очистити душу Ґроммаша від прокляття демонів. Джейна і Тралл вирішили і далі діяти як союзники, незважаючи на те, що їх воїни не були в захваті від цієї ідеї. Вони постійно піддавалися атакам невмерлих, але ще більш їх турбували нічні ельфи, які вміли швидко нападати і безслідно ховатися в темряві. І хоча їх союз дозволив їм вистояти, вони трималися з останніх сил. Одного разу у Тралла було видіння, що змусило його вирушити в дорогу. Джейна пішла за ним, і незабаром вони натрапили на лідерів нічних ельфів, Малфуріона Лютошторма і Тіранду Шелествітер. І знову перед ними постав Медів, який прагне виправити помилки, допущені ним у далекому минулому. Він зумів переконати людей, орків і нічних ельфів об'єднатися, адже поодинці їх чекає неминуча поразка. Вони домовилися захищати гору Гіджаль спільними силами. Джейна використовувала свій творчий хист до телепортації, щоб розвідати навколишню місцевість і виявила, що Архімонд і його загони швидко просуваються вгору по горі. Ті , хто оборонялись розбили три бази з метою стримати противника. База Джейни була першою на шляху Архімонда, і тому їй першій довелося відчути на собі всю міць Легіону. Але чарівниці вдалося переміститися на безпечну відстань прямо з пазурів Архімонда і вижити. Наступний удар прийняла на себе фортеця орків, і Джейна використовувала всі свої сили, що залишилися, щоб перемістити Тралла з фортеці за мить до того, як її зруйнували. Остання битва відбулася біля підніжжя Світового Дерева, де нічні ельфи з останніх сил стримували наступ Архімонда. І коли здавалося, що загибель неминуча, Малфуріон Лютошторм, використовуючи могутній артефакт, Ріг Кенарія, зумів закликати на допомогу духів лісу і захистити Світове Дерево.

### Заснування Терамора
Після поразки Легіону в битві на горі Гіджаль, Джейна зібрала тих, хто зміг вижити, на укріпленому острові, що знаходиться на східному узбережжі Калімдору, нині званий Терамором. Точна дата заснування Терамора невідома (джерела не дають точної відповіді на питання, чи був він заснований до або після битви на горі Гіджаль), проте роль цієї цитаделі незаперечна в історії заснування земель, що належать оркам, названих Дуротаром. Коли Рексар зажадав пояснень про людей, які роблять набіги на Дуротар, а також спробу вбивства вождя, Джейна заперечувала будь-яку причетність. Коли Джейна погодилася допомогти в розслідуванні, пов'язаному з кланом Мок'Натал, вони виявили, що поселення клану атаковано наґами. Після розмови зі смертельно пораненим моряком, Джейна з жахом зрозуміла, що у всьому замішаний її батько. Джейна благала адмірала пощадити Рексара, але Делін залишився непохитний. Однак Рексару і його друзям вдалося втекти, а Тралл очолив величезну армію, щоб зупинити адмірала Праудмура. Джейна була в розпачі. Вона відчувала відданість своєму батькові і своєму народові, але досвід, отриманий в боях з Легіоном і невмерлими, підказував їй, що тут щось не так, що вони стали пішаками в чиїйсь грі. Вона допомогла Орді роздобути кораблі від гоблінів і наказала своїм військам не вступати в бій, поки Орда штурмувала Терамор. Останні слова Джейни своєму батькові були: "Чому ти мене не послухав?".

### Стара ненависть
Прибуття нової армії людей на Калімдор стало для Джейни повною несподіванкою. Вона ніяк не могла пояснити нові напади на орків, поки не з'ясувала, що за всім цим стоїть не хто інший, як її власний батько і флотилія Кул-Тіраса. Джейна спробувала переконати Деліна, що орки не становлять більше загрози для Альянсу, але адмірал, ветеран Другої війни, не став слухати дочки. Перед Джейною встав нелегкий вибір - порвати мир з орками Тралла або піти проти батька і своїх же співвітчизників. І вона його зробила.
Коли прийшов час удару по Терамору, чарівниця розповіла про кораблі гоблінів, і завдяки цьому силам Орди вдалося прорватися до Терамору. Джейна благала Тралла зберегти життя жителям Терамора і міському гарнізону, які були непричетні до нападів, що той і зробив - після поразки адмірала Орда покинула місто.
Ця сутичка між новою Ордою і лордеронськими біженцями була, на жаль, не останньою. Три роки по тому через змову, в якому брали участь як орки, незадоволені близькою присутністю своїх колишніх поневолювачів, так і люди, роздратовані необхідністю перебувати у Гниловодді і експансією колишніх завойовників, Орда і Терамор знову опинилися на межі війни. У змові Палаючого Леза виявився замішаним навіть Крістофф, керуючий Джейни в Тераморі. Серія провокацій поставила мир під загрозою, а коли Джейна вирушила розслідувати ці конфлікти, Крістофф в її відсутність почав зосереджувати на кордоні війська. Але завдяки Еґвінн, передостаннього Хранителя Тірісфаля, яку Джейна несподівано знайшла, чарівниці вдалося докопатися до витоків змови - демона Змолдора, який маніпулював як орками, так і людьми з метою розпалити новий конфлікт. Знання Еґвінн допомогли Джейні викрити змовників і вигнати демона, а зусиллями Тралла було припинено бій у Північній Заставі.
Конфлікт змусив Джейну і Тралла серйозно подумати про формалізацію співіснування їхніх народів. Через тиждень у Брашпилі почалося обговорення повноцінного мирного договору.

## Особистість
Джейна Праудмур - одна з допитливих і талановитих чарівників Лордерону. З її силою та інтелектом багато потерпілих від Лордерона дивилися на її керівництво, щоб процвітати в чужих землях своєї нації на острові Теремор, а інші лідери Альянсу оцінили її мудрість у своїх діях, керуючи фракцією. Хоча спочатку вона була обережна з орками, її час боротьби пліч-о-пліч з Траллом під час Третьої війни показав їй, що орки були здатні на честь. Джейна сподівається, що терпіння Тралла і дипломатичне керівництво заспокоять його народ і приборкає їхні агресивні дії, що призведе до миру та співіснування між їхніми фракціями. Оскільки її народ у Тереморі живе так близько до Орди в Дуротарі, вона сподівається, що мир буде досягнутий між їхніми расами, перш ніж один з їхніх народів буде знищений течією війни.
Як і Тралл, Джейна була прихильником миру та нейтралітету між Альянсом та Ордою. Тим не менш, стара ненависть або маніпуляції з поганими агентами постійно підривають її зусилля по популяризації дипломатії між конкуруючими фракціями. Джейна пішла у величезні часи, щоб заспокоїтися від витрати на мир, навіть далеко йдучи до того, щоб саботувати її батька, адмірала Деліна Праудмора, у своїй кампанії знищення Орди і дозволити Орді вбити його. Вона навіть намагалася вбити короля Варіан Рінна, щоб встановити більш формальні дипломатичні зв'язки з Ордою, хоча Варіан вважав, що Орді не можна довіряти. Хоча політична напруга продовжувала загострюватися між її фракцією та Ордою, Джейна продовжувала координуватися з Траллом і навіть допомагала певним ординським лідерам.